# Oblak von Wolkensperg

## Zgodovina
Začetnik rodbine Wolkensberg je bil Marko Oblak pl. Wolkensperg, ki je leta 1696 kupil grad Puštal. Njegov vnuk Franc Anton Oblak pl. Wolkensperg je bil povzdignjen v barona leta 1753. Rodbino je nadaljeval sin slednjega, Franc Rudolf baron Wolkensperg (1725 - 1803), ki je bil poročen prvič (1753) z grofico Viktorijo Thurn-Valsassina (1735 - 1768), drugič (1771) z grofico Marijo Ano Lichtenberg (1731 - 1778). Sin iz prvega zakona je bil Franc Jožef baron Wolkensperg (+1832), prvič (1795) poročen z baroneso Terezijo Gailberg (+1810) in drugič (1818) z grofico Hiacinto Lichtenberg. Rodbino je nadaljeval njegov sin iz drugega zakona, August baron Wolkensperg, čigar hči Ema (1859 - 1880) je bila poročena (1879) z Josefom Bertholdom (1838 - 1887) in je bila mati enega izmed najbolj znanih slovenskih fotografov, Augusta Bertholda (1880 - 1919).